# Ecuación de estado de Birch-Murnaghan
La ecuación de estado isotérmica de Birch-Murnaghan, publicada en 1947 por Albert Francis Birch de la Universidad de Harvard, es una relación entre el volumen de un cuerpo y la presión a la que está sometido. Birch propuso esta ecuación basándose en el trabajo de Francis Dominic Murnaghan de la Universidad Johns Hopkins publicado en 1944, por lo que la ecuación se nombra en honor a ambos científicos. La ecuación generaliza y aumenta el rago de aplicabilidad de la ecuación de estado de Murnaghan.

## Expresiones para la ecuación de estado
La ecuación de estado isotérmica de Birch-Murnaghan de tercer orden está dada por
{\displaystyle P(V)={\frac {3B_{0}}{2}}\left[\left({\frac {V_{0}}{V}}\right)^{\frac {7}{3}}-\left({\frac {V_{0}}{V}}\right)^{\frac {5}{3}}\right]\left\{1+{\frac {3}{4}}\left(B_{0}^{\prime }-1\right)\left[\left({\frac {V_{0}}{V}}\right)^{\frac {2}{3}}-1\right]\right\}.}
donde P es la presión, V0 es el volumen de referencia, V es el volumen deformado, B0 es el módulo de volumen y B'0 es la derivada del módulo de volumen con respecto a la presión. El módulo volumétrico y su derivada generalmente se obtienen de ajustes a datos experimentales y se definen a partir del módulo de compresibilidad:
{\displaystyle B:=-V\left({\frac {\partial P}{\partial V}}\right)_{T}}
Las dos constantes {\displaystyle B_{0}} y {\displaystyle B'_{0}} se definen como límites para {\displaystyle P=0}:
{\displaystyle B_{0}=\lim _{P\to 0}B=-V\left({\frac {\partial P}{\partial V}}\right)_{T,(P=0)}}
y donde
{\displaystyle B_{0}'=\lim _{P\to 0}\left({\frac {\partial B}{\partial P}}\right)_{T}}
La expresión de la ecuación de estado se obtiene expandiendo la energía libre f en forma de serie:
{\displaystyle f={\frac {1}{2}}\left[\left({\frac {V}{V_{0}}}\right)^{-{\frac {2}{3}}}-1\right]\,.}
La energía interna, E(V), se encuentra mediante la integración de la presión:
{\displaystyle E(V)=E_{0}+{\frac {9V_{0}B_{0}}{16}}\left\{\left[\left({\frac {V_{0}}{V}}\right)^{\frac {2}{3}}-1\right]^{3}B_{0}^{\prime }+\left[\left({\frac {V_{0}}{V}}\right)^{\frac {2}{3}}-1\right]^{2}\left[6-4\left({\frac {V_{0}}{V}}\right)^{\frac {2}{3}}\right]\right\}.}